# کارولین کوماهارا
کارولین کوماهارا (انگلیسی: Caroline Kumahara؛ زادهٔ ۲۷ ژوئیهٔ ۱۹۹۵) یک بازیکن تنیس روی میز اهل برزیل است.
وی در مسابقات کشوری و بین‌المللی در مجموع برنده ۹ مدال طلا، ۳ مدال برنز شده‌است.